# Базофілопенія
Базофілопенія — зниження рівня базофілів у крові (<0,01‧109/л). Базофілопенію важко оцінити у зв'язку з малим вмістом базофілів у нормі. Спостерігається при стресі, деяких інфекційних хворобах, гіпертиреозі.